# Saturn Awards 1998
La 24ª edizione dei Saturn Awards si è svolta il 10 giugno 1998 in California, per premiare le migliori produzioni cinematografiche e televisive del 1997.

## Vincitori e candidati
I vincitori sono indicati in grassetto, a seguire gli altri candidati.

### Film

#### Miglior film di fantascienza
- Men in Black, regia di Barry Sonnenfeld[1]
- Alien - La clonazione (Alien Resurrection), regia di Jean-Pierre Jeunet
- Contact, regia di Robert Zemeckis
- Il quinto elemento (Le cinquième élément), regia di Luc Besson
- L'uomo del giorno dopo (The Postman), regia di Kevin Costner
- Starship Troopers - Fanteria dello spazio (Starship Troopers), regia di Paul Verhoeven

#### Miglior film fantasy
- Austin Powers - Il controspione (Austin Powers: International Man of Mystery), regia di Jay Roach[2]
- Batman & Robin, regia di Joel Schumacher
- George re della giungla...? (George of the Jungle), regia di Sam Weisman
- Hercules, regia di Ron Clements e John Musker
- Il mondo perduto - Jurassic Park (The Lost World: Jurassic Park), regia di Steven Spielberg
- Un topolino sotto sfratto (Mouse Hunt), regia di Gore Verbinski

#### Miglior film horror
- L'avvocato del diavolo (The Devil's Advocate), regia di Taylor Hackford[3]
- Anaconda, regia di Luis Llosa
- So cosa hai fatto (I Know What You Did Last Summer), regia di Jim Gillespie
- Mimic, regia di Guillermo del Toro
- Phantoms, regia di Joe Chappelle
- Scream 2, regia di Wes Craven

#### Miglior film d'azione/avventura/thriller
- L.A. Confidential, regia di Curtis Hanson[4]
- Breakdown - La trappola (Breakdown), regia di Jonathan Mostow
- Face/Off - Due facce di un assassino (Face/Off), regia di John Woo
- The Game - Nessuna regola (The Game), regia di David Fincher
- Titanic, regia di James Cameron
- Il domani non muore mai (Tomorrow Never Dies), regia di Roger Spottiswoode

#### Miglior attore
- Pierce Brosnan - Il domani non muore mai (Tomorrow Never Dies)
- Al Pacino - L'avvocato del diavolo (The Devil's Advocate)
- Nicolas Cage - Face/Off - Due facce di un assassino (Face/Off)
- John Travolta - Face/Off - Due facce di un assassino (Face/Off)
- Will Smith - Men in Black
- Kevin Costner - L'uomo del giorno dopo (The Postman)

#### Miglior attrice
- Jodie Foster - Contact
- Sigourney Weaver - Alien - La clonazione (Alien: Resurrection)
- Jennifer Lopez - Anaconda
- Pam Grier - Jackie Brown
- Mira Sorvino - Mimic
- Neve Campbell - Scream 2

#### Miglior attore non protagonista
- Vincent D'Onofrio - Men in Black
- J.T. Walsh - Breakdown - La trappola (Breakdown)
- Steve Buscemi - Con Air
- Robert Forster - Jackie Brown
- Pete Postlethwaite - Il mondo perduto - Jurassic Park (The Lost World: Jurassic Park)
- Will Patton - L'uomo del giorno dopo (The Postman)

#### Miglior attrice non protagonista
- Gloria Stuart - Titanic
- Winona Ryder - Alien - La clonazione (Alien: Resurrection)
- Joan Allen - Face/Off - Due facce di un assassino (Face/Off)
- Milla Jovovich - Il quinto elemento (Le cinquième élément)
- Courteney Cox Arquette - Scream 2
- Teri Hatcher - Il domani non muore mai (Tomorrow Never Dies)

#### Miglior attore emergente
- Jena Malone - Contact
- Dominique Swain - Face/Off - Due facce di un assassino (Face/Off)
- Sam Huntington - Da giungla a giungla (Jungle 2 Jungle)
- Vanessa Lee Chester - Il mondo perduto - Jurassic Park (The Lost World: Jurassic Park)
- Alexander Goodwin - Mimic
- Mara Wilson - Un semplice desiderio (A Simple Wish)

#### Miglior regia
- John Woo - Face/Off - Due facce di un assassino (Face/Off)[5]
- Jean-Pierre Jeunet - Alien - La clonazione (Alien Resurrection)
- Barry Sonnenfeld - Men in Black
- Steven Spielberg - Il mondo perduto - Jurassic Park (The Lost World: Jurassic Park)
- Paul Verhoeven - Starship Troopers - Fanteria dello spazio (Starship Troopers)
- Robert Zemeckis - Contact

#### Miglior sceneggiatura
- Mike Werb e Michael Colleary - Face/Off - Due facce di un assassino (Face/Off)
- James V. Hart e Michael Goldenberg - Contact
- Jonathan Lemkin e Tony Gilroy - L'avvocato del diavolo (The Devil's Advocate)
- Ed Solomon - Men in Black
- Guillermo del Toro e Matthew Robbins - Mimic
- Edward Neumeier - Starship Troopers - Fanteria dello spazio (Starship Troopers)

#### Miglior costumi
- Ellen Mirojnick - Starship Troopers - Fanteria dello spazio (Starship Troopers)
- Bob Ringwood - Alien - La clonazione (Alien Resurrection)
- Deena Appel - Austin Powers - Il controspione (Austin Powers: International Man of Mystery)
- Ingrid Ferrin e Robert Turturice - Batman & Robin
- Jean-Paul Gaultier - Il quinto elemento (Le cinquième élément)
- Colleen Atwood - Gattaca - La porta dell'universo (Gattaca)

#### Miglior trucco
- Rick Lazzarini e Gordon J. Smith - Mimic
- David Atherton e Kevin Yagher - Face/Off - Due facce di un assassino (Face/Off)
- Rick Baker, David LeRoy Anderson e Katherine James - Men in Black
- Ve Neill e Jeff Dawn - Batman & Robin
- Cindy J. Williams - Spawn
- Luigi Rocchetti e Neal Martz - L'avvocato del diavolo (The Devil's Advocate)

#### Migliori effetti speciali
- Phil Tippett, Scott E. Anderson, Alec Gillis, Tom Woodruff, Jr. e John Richardson - Starship Troopers - Fanteria dello spazio (Starship Troopers)
- Pitof, Erik Henry, Alec Gillis e Tom Woodruff junior - Alien - La clonazione (Alien Resurrection)
- Ken Ralston, Stephen Rosenbaum, Jerome Chen e Mark Holmes - Contact
- Karen E. Goulekas e Mark Stetson - Il quinto elemento (Le cinquième élément)
- Dennis Muren, Stan Winston, Michael Lantieri e Randy Dutra - Il mondo perduto - Jurassic Park (The Lost World: Jurassic Park)
- Eric Brevig, Peter Chesney, Rob Coleman e Rick Baker - Men in Black

#### Miglior colonna sonora
- Danny Elfman - Men in Black
- Alan Silvestri - Contact
- Joseph Vitarelli - Commandments
- John Powell - Face/Off - Due facce di un assassino (Face/Off)
- Michael Nyman - Gattaca - La porta dell'universo (Gattaca)
- David Arnold - Il domani non muore mai (Tomorrow Never Dies)

### Televisione

#### Miglior serie televisiva trasmessa da una rete
- Buffy l'ammazzavampiri (Buffy the Vampire Slayer)
- Profiler - Intuizioni mortali (Profiler)
- I Simpson (The Simpsons)
- Star Trek: Voyager
- The Visitor
- X-Files (The X-Files)

#### Miglior serie televisiva trasmessa via cavo
- Oltre i limiti (The Outer Limits)
- Babylon 5
- Pianeta Terra - Cronaca di un'invasione (Earth: Final Conflict)
- Star Trek: Deep Space Nine
- Stargate SG-1
- Xena - Principessa guerriera (Xena: Warrior Princess)

#### Miglior presentazione televisiva
- Shining (The Shining)
- Cinderella
- House of Frankenstein
- Invasion
- Non toccate il passato (Retroactive)
- Biancaneve nella foresta nera (Snow White: A Tale of Terror)

#### Miglior attore in una serie televisiva
- Steven Weber - Shining (The Shining)
- Richard Dean Anderson - Stargate SG-1
- Nicholas Brendon - Buffy l'ammazzavampiri (Buffy the Vampire Slayer)
- John Corbett - The Visitor
- David Duchovny - X-Files (The X-Files)
- Michael T. Weiss - The Pretender

#### Miglior attrice in una serie televisiva
- Kate Mulgrew - Star Trek: Voyager
- Gillian Anderson - X-Files (The X-Files)
- Sarah Michelle Gellar - Buffy l'ammazzavampiri (Buffy the Vampire Slayer)
- Jeri Ryan - Star Trek: Voyager
- Ally Walker - Profiler - Intuizioni mortali (Profiler)
- Peta Wilson - Nikita (La Femme Nikita)

### Home media

#### Miglior edizione DVD/Blu-ray
- Cats Don't Dance
- La Bella e la Bestia - Un magico Natale (Beauty and the Beast - The Enchanted Christmas)
- The Haunted World of Edward D. Wood Jr.
- The Prophecy II
- Non aprite quella porta IV (Texas Chainsaw Massacre: The Next Generation)
- Wishmaster - Il signore dei desideri (Wishmaster)

## Premi speciali
- Life Career Award:
  - Michael Crichton
  - James Karen
- George Pal Memorial Award: Dean Devlin
- President's Award: James Cameron
- Service Award:
  - Kevin Marcus
  - Bradley Marcus
- Special Award: Demoni e dei (Gods and Monsters)